# Раун, Йорген Кристиан Йенсен
Йорген Кристиан Йенсен Раун (дат. Jørgen Christian Jensen Ravn; 9 января 1884, Дания — 1 декабря 1962, Силькеборг) — датский гимнаст, серебряный призёр летних Олимпийских игр 1912 года в командном первенстве по шведской системе.